# Utetheisa semara
Utetheisa semara là một loài bướm đêm thuộc phân họ Arctiinae, họ Erebidae.